# Felice Varini
Felice Varini (Locarno, 6 de marzo de 1952) es un artista suizo residente en París que fue nominado para el Premio Marcel Duchamp 2000/2001. Es conocido, principalmente, por sus pinturas en perspectiva geométrica en habitaciones y otros espacios, utilizando técnicas de proyector y estarcido. 
Según el profesor de matemáticas y crítico de arte Joël Koskas, "Una obra de Varini es una anti-Mona Lisa ". Felice pinta sobre espacios arquitectónicos y urbanos, como edificios, muros y calles. Las pinturas se caracterizan por tener un punto de vista desde el cual el espectador puede ver la pintura completa (generalmente una forma geométrica simple como un círculo, un cuadrado, una línea), mientras que desde otros puntos de vista el espectador verá formas fragmentadas "rotas", en una suerte de anamorfosis. Varini argumenta que la obra existe como un todo, con su forma completa y los fragmentos. "Mi interés está", dice, "en lo que sucede fuera del punto de vista destacado".

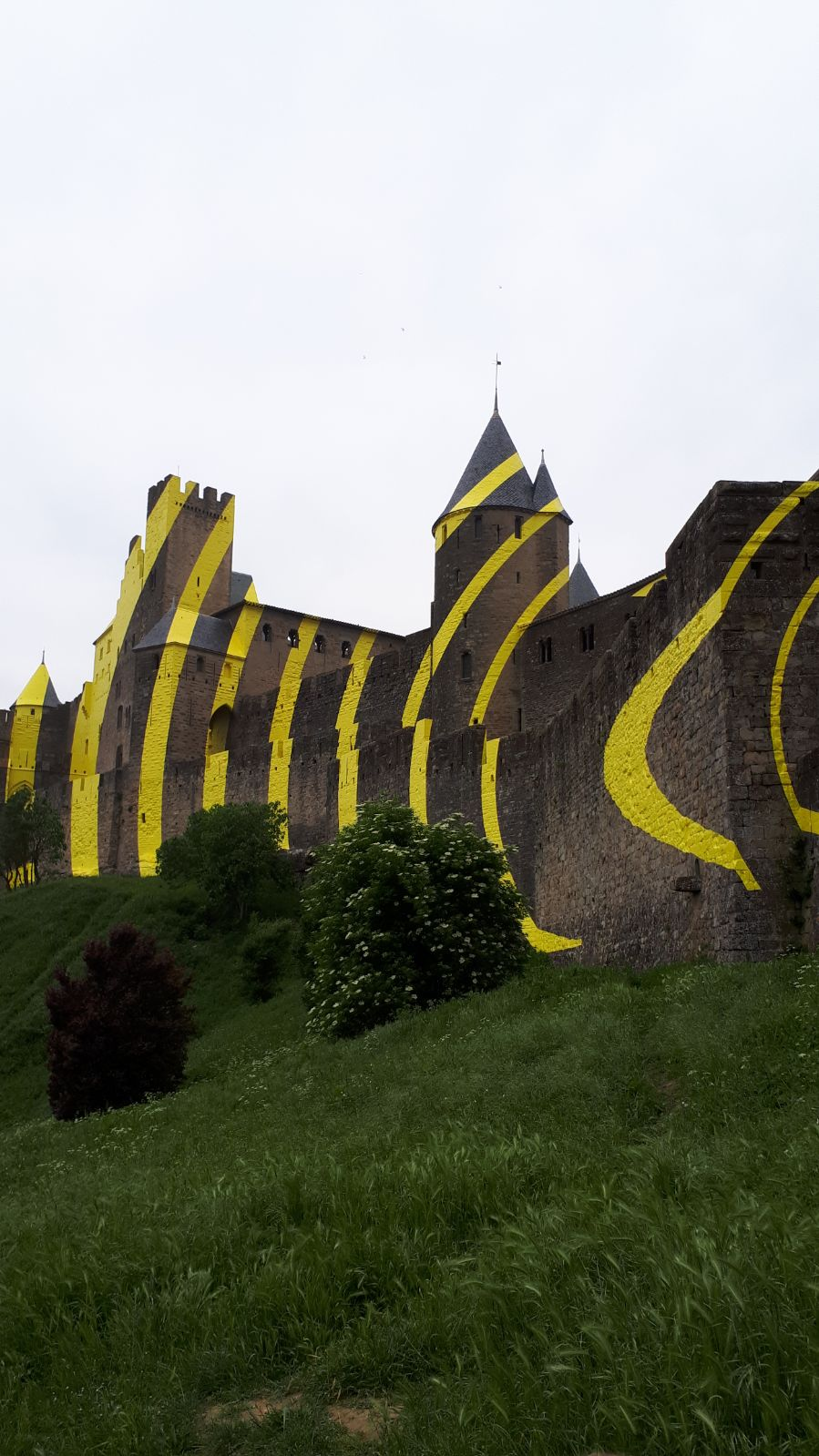
Felice Varini, proyecto "Concéntrico, excéntrico" con círculos amarillos concéntricos, en Carcassonne, para la 7ª edición del evento "IN SITU, Patrimonio y arte contemporáneo", en mayo de 2018, para celebrar el 20º aniversario de la inscripción de la ciudad en la Lista del Patrimonio Mundial de la UNESCO

## Exposiciones e instalaciones
- Cinco círculos concéntricos, Negro, Museo de Arte Moderno de París, 1993.
- Vista de la chimenea, Parque del Centro, Villeurbanne, 1995.[2]
- Tres círculos desalineados, rojo, Museo de Arte Contemporáneo del Valle del Marne (MAC/VAL), 2005.
- Seis triángulos por Descartes, Escuela de Artes Plásticas, Châtellerault, 2007.[3]
- Suite de triángulos, como parte de la bienal de arte contemporáneo de Nantes-Saint-Nazaire, 2007.[4]
- Catorce triángulos, La Maison rouge, Paris, 2007.[5]
- Tres triángulos azules y veintiuna espirales, The Osaka Art Kaleidoscope, Japón, 2007.
- Veinte puntos por diez cruces rectos, Universidad de Nagoya, Japón, 2008.
- Círculo y secuencia de fragmentos, exposición en el pueblo, Vercorin, Suiza, 2009.[6]
- Cinco elipses abiertas, como parte de la exposición Constellation para la apertura del Centre Pompidou-Metz, place d'Armes y Saint-Jacques en Metz, 2009.
- Diecisiete círculos naranjas excéntricos, veinticinco cuadrados azules en damero, Centro europeo de la Cerámica, Limoges, 2010.
- Seis arcos en escena, exposición Felice Varini, Teatro de Genneviliers, Gennevilliers y Asnières-sur-Seine, 2012.[7]
- Horizontal Vertical, exposición Marcher dans la couleur, Museo regional de Arte Contemporáneo de Occitania, Sérignan, 2012.[8]
- Suite de fragmentos, HAB Galerie, Nantes, 2013.[9]
- Veintitrés discos huecos más doce mitades y cuatro cuartos, exposición Dynamo, Grand Palais, Paris, 2013.
- Entre el cielo y Melle, exposición Être humain et le savoir ensemble, 6ª Bienal de Arte Contemporáneo de Melle, Melle, 2013.
- Doble disco ahuecado por los tejados, Salon-de-Provence, Marseille, 2013.
- Punto oscuro, edificio industrial, Siege Social de GL Events, Quartier Confluence, Lyon, 2013
- A cielo abierto, en Mamo, centro de arte contemporáneo situado en la Cité radieuse de Marseille, 2016[10]

### Carcasona
En mayo de 2018, el proyecto de Varini "Concéntrico, excéntrico"  vio grandes círculos concéntricos amarillos montados en el monumento de Carcasona como parte de la 7.ª edición de "IN SITU, Patrimonio y arte contemporáneo", un evento de verano en Occitania, centrado en la relación entre el arte moderno y el patrimonio arquitectónico. 
Esta obra monumental sirvió para celebrar el vigésimo aniversario de la inscripción de Carcassonne en la Lista del Patrimonio Mundial de la UNESCO. Fue excepcional por su tamaño, su visibilidad y aprovechamiento del espacio arquitectónico. La obra se extendía a lo largo de la zona occidental de las fortificaciones de la ciudad, pero sólo podía percibirse en su totalidad frente a la Porte d'Aude, en la ruta peatonal de la Bastide. Los círculos de color amarillo consistieron en delgadas láminas de aluminio pintado, esparcidas como ondas de tiempo y espacio, fragmentando y recomponiendo la geometría de los círculos sobre las torres y muros de las fortificaciones. La obra permaneció visible solo de mayo a septiembre de 2018.

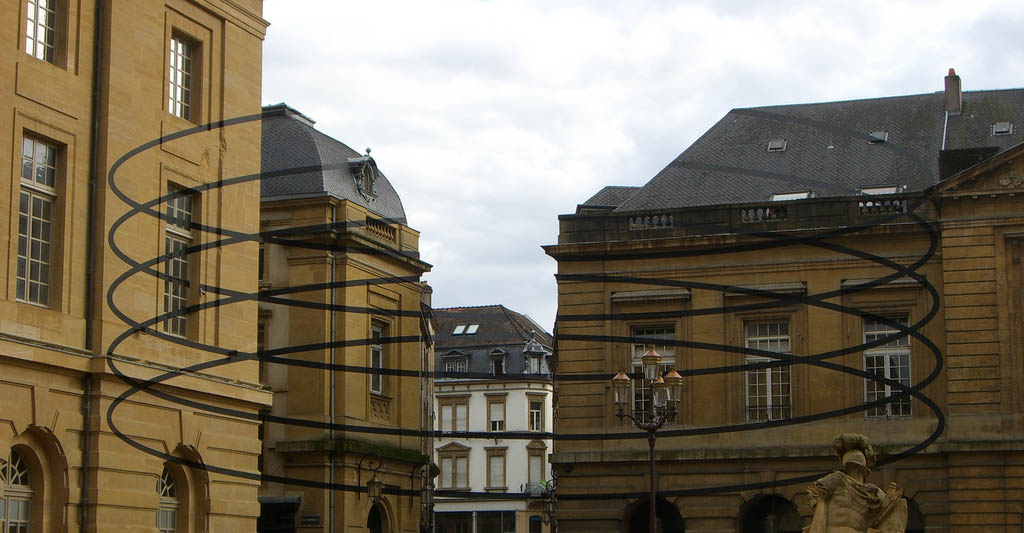
Cinco elipses abiertas. Pintura urbana de Felice Varini, en Metz, 2009.

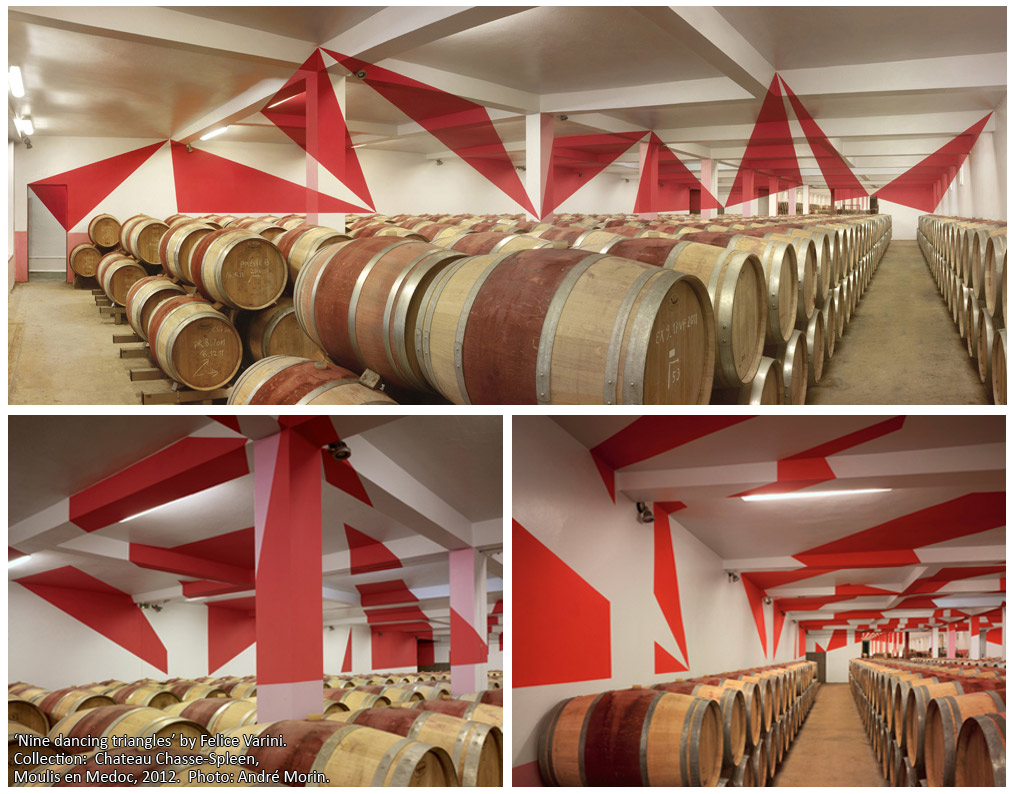
Nueve triángulos danzantes, de Felice Varini. Se muestran desde el punto de vista destacado (foto superior) y desde otros dos puntos de vista (fotos inferiores). Francia, 2012.